# 18 Greatest Hits
18 Greatest Hits — первый компиляционный альбом немецкой певицы Сандры (родилась 18 мая 1962), выпущенный в октябре 1992 года. Свою карьеру Сандра начала в группе Arabesque, которую покинула по завершении 5-летнего контракта, и стала сольной певицей. В 1991 году Сандра приняла участие в проекте своего мужа и его коллеги Франка Петерсона Enigma.

## Об альбоме
Альбом включает в себя 18 песен Сандры, записанных в 1984—1992 гг. и вошедших в выпущенные ранее альбомы. Сандра записала новую версию песни «Johnny Wanna Live», ранее выпущенную в альбоме «Paintings in Yellow». Эта песня, написанная Франком Петерсоном, более позднее переписанная его подругой Сарой Брайтман для её альбома «Dive», была гимном против жестокости по отношению к животным. Режиссёром клипа стал Говард Гринхалд, показав в клипе сцены с жестоким обращением с животными. «18 Greatest Hits» достиг лучшей десятки альбомных чартов Бельгии, Германии и Франции, став в Германии «золотым», а во Франции — «платиновым». Релиз «18 Greatest Hits» представлял период сольного творчества Сандры. В 2003 году вышел сборник лучших хитов Сандры под названием «The Essential». В этот альбом вошли следующие песни (в скобках указаны авторы музыки и текстов):
1. (I’ll Never Be) Maria Magdalena (Kemmler/Lohr/Cretu — Palmer-James) 3:58
2. In The Heat Of The Night (Cretu/Kemmler — Lohr/Hirschburger) 5:07
3. Little Girl (Kemmler/Lohr/Cretu — Hirschburger) 3:11
4. Innocent Love (*) (Kemmler/Herter — Muller/Hirschburger) 4:21
5. Hi! Hi! Hi! (*) (Cretu/Kemmler — Cretu/Hirschburger) 4:08
6. Loreen (Peter/Cretu — Peter/Hirschburger) 4:17
7. Midnight Man (*) (Kemmler/Cretu — Kemmler/Hirschburger) 3:04
8. Everlasting Love (James «Buzz» Cason/Mac Gayden) 3:51
9. Stop For A Minute (Cretu — Hirschburger) 4:05
10. Heaven Can Wait (Cretu/Kemmler/Lohr — Hirschburger/Kemmler) 4:04
11. Secret Land (Gronau/Kemmler/Cretu/Bjorklund — Muller-Pi/Hirschburger/Hoenig) 4:05
12. We’ll Be Together (Kemmler/Lohr/Sandra C — Hirschburger/Kemmler) 3:49
13. Around My Heart (Kemmler/Lohr/Sor Otto’s/Peterson — Hirschburger/Kemmler) 3:10
14. Hiroshima (David Morgan) 4:11
15. (Life May Be) A Big Insanity (Cretu — Cretu/Hirschburger) 4:29
16. One More Night (Cretu/Peterson — Cretu/Hirschburger) 3:49
17. Don’t Be Aggressive (Cretu — Hirschburger/Cretu) 4:22
18. Johnny Wanna Live (Cretu/Peterson — Cretu/Hirschburger) 3:52

Продюсером песен выступил Мишель Крету. В продюсировании песен, отмеченных символом (*), принял участие Арманд Волкер (Armand Volker).
Бэк-вокал: Хуберт Кеммлер, Михаэль Крету, Питер Рииз, Тисси Тиерз.

## Позиции в чартах
| Год  | Альбом (подробности)                                                           | Высшая позиция | Высшая позиция | Высшая позиция | Высшая позиция | Высшая позиция | Высшая позиция | Высшая позиция | Высшая позиция | Высшая позиция | Сертификация                     |
| Год  | Альбом (подробности)                                                           | GER            | SWI            | AUT            | FRA            | NLD            | BEL            | SWE            | NOR            | POL            | Сертификация                     |
| ---- | ------------------------------------------------------------------------------ | -------------- | -------------- | -------------- | -------------- | -------------- | -------------- | -------------- | -------------- | -------------- | -------------------------------- |
| 1992 | 18 Greatest Hits - Релиз: 12.10.1992 - Лейбл: Virgin - Формат: CD, CS, DCC, LP | 10             | 27             | —              | 4              | 81             | 5              | 36             | —              | —              | - GER: золотой - FRA: платиновый |